# Francis Cherry
Francis Adams Cherry (* 5. September 1908 in Fort Worth, Texas; † 15. Juli 1965 in Washington, D.C.) war ein US-amerikanischer Politiker und zwischen 1953 und 1955 Gouverneur von Arkansas.

## Frühe Jahre und politischer Aufstieg
Francis Cherry zog schon in jungen Jahren mit seinen Eltern von Texas nach Enid (Oklahoma). Dort absolvierte er im Jahr 1926 die High School. Danach besuchte er das Oklahoma A & M College. Es folgte ein Jurastudium an der University of Arkansas, das er im Jahr 1936 mit seinem Examen abschloss. Daraufhin zog er nach Jonesboro in Arkansas, wo er eine Anwaltskanzlei eröffnete. Im Jahr 1940 wurde Cherry von Gouverneur Carl Bailey zum staatlichen Schlichter von Arbeitskämpfen ernannt. 1942 wurde er im 12. Gerichtsbezirk leitender Richter des Nachlassgerichts (Probate Judge). Die letzten beiden Jahre des Zweiten Weltkriegs verbrachte er in der US-Marine. Nach dem Krieg erhielt er seine alte Stellung im 12. Gerichtsbezirk zurück. In den Vorwahlen der Demokratischen Partei zur Gouverneurswahl des Jahres 1952 gelang es ihm den amtierenden Gouverneur Sidney McMath zu schlagen. Nach der Nominierung seiner Partei wurde er auch in den eigentlichen Wahlen gegen den Republikaner Jefferson Speck zum neuen Gouverneur gewählt.

## Gouverneur von Arkansas
Cherrys zweijährige Amtszeit begann am 13. Januar 1953. In dieser Zeit litt das Land unter einer enormen Trockenheit, was zu Ernteausfällen führte. Der Gouverneur legte aber gegen ein Gesetz für Steuererleichterungen für die Farmer sein Veto ein. In der Verwaltung wurde mit dem Department of Finance and Administration ein neues Ministerium eingerichtet. Im Verkehrsbereich wurde der Autobahn Ausschuss (High Way Commission) reformiert. Er förderte die Industrie in seinem Land, indem er Vertreter in andere US-Bundesstaaten entsandte, die dort die Produkte aus Arkansas anpriesen. Als sich Cherry im Jahr 1954 um seine Wiederwahl bemühte unterlag er in den Vorwahlen seiner Partei gegen den späteren Wahlsieger Orval Faubus.

## Weiterer Lebenslauf
Im Jahr 1955 wurde Cherry von Präsident Dwight D. Eisenhower in den Ausschuss zur Kontrolle subversiver Umtriebe (Subversive Activities Control Board) berufen. Im Jahr 1963 wurde er Vorsitzender dieses Ausschusses. Im gleichen Jahr musste er sich einer Herzoperation unterziehen. Im Juli 1965 verstarb der frühere Gouverneur. Er war mit Margaret Frierson verheiratet, mit der er drei Kinder hatte.